# Delftse Hout
De Delftse Hout is een stadsdeel in het noordoosten van Delft, in de Nederlandse provincie Zuid-Holland. Het bestaat hoofdzakelijk uit een plas, bos en ander groen. Ook is hier Arboretum-Heempark Delft gevestigd.
De circa 20 hectare grote plas is ontstaan in de jaren 60 door afgraving van zand ten behoeve van de aanleg van enkele nieuwe woonwijken in de omgeving. Bij het water ligt nu het recreatiegebied Delftse Hout met onder andere een hertenkamp, een kinderboerderij met waterspeelplaats, een strand en een camping.
Het gebied grenst in het westen aan de A13, voor de Delftse Hout tussen de aansluitingen 8 en 9, en in het oosten aan de Dobbeplas, die bij Nootdorp hoort. Overblijfselen van een veengebied, de Nootdorpse Plassen, liggen ten noorden van de Delftse Hout en zijn bereikbaar door het oversteken van de Tweemolentjesvaart. De Delftse Hout is een uitloper van de provinciale ecologische hoofdstructuur van Nederland.
Op 22 november 2006 werd een referendum gehouden over een gemeentelijk plan tot uitbreiding van de camping Delftse Hout. Dit zou ten koste gaan van een gedeelte van het publieke recreatiegebied en de kap van onder meer 112 kapvergunningplichtige bomen noodzakelijk maken. Het resultaat van het referendum was een afwijzing van het plan, ondanks het feit dat er evenveel nieuwe bomen zouden worden teruggeplant.

## Naaktrecreatie
Aan de noordoostkant van de Grote Plas bevindt zich een strand.

### Poging tot verbod door de gemeente
Met ingang van 2013 had de gemeente de naaktrecreatie verboden. Vervolgens stelde de rechter vast dat het sinds de wetswijziging van 1986 niet meer officieel was aangewezen. Het is wel geschikt volgens artikel 430a WvS.
Volgens de Naturisten Federatie Nederland is het strand nog steeds geschikt voor naaktrecreatie in de zin van de wetgeving. Sinds juli 2013 werden er strafbeschikkingen uitgevaardigd. Tegen 43 daarvan is verzet aangetekend. De rechter heeft in 34 van deze 43 gevallen besloten tot vrijspraak en uiteindelijk zijn op 11 juli 2014 ook de laatste bekeuringen vernietigd in hoger beroep. In december 2015 heeft de Hoge Raad de zaak terugverwezen naar het Gerechtshof Den Haag omdat er getoetst moet worden of een locatie (on)geschikt is; niet: “evident ongeschikt”. Op 28 januari 2017 kwam de uitspraak van de rechter: het Haagse Gerechtshof sprak de laatste acht naaktrecreanten vrij, de locatie is geschikt voor naaktrecreatie.

### Naaktrecreatie inmiddels toegestaan in de hele Delftse Hout
Inmiddels geldt: 'Naakt recreëren mag overal in de hele Delftse Hout. Hiervoor is geen apart gebied.'

## Bereikbaarheid met het openbaar vervoer
Het hele jaar, ook 's avonds, komt de Delfthopper langs halte Delftse Hout, bij kruising Korftlaan/Olof Palmestraat onder de A13. Buslijn 60 van EBS heeft een halte op de hoek van de Tweemolentjeskade en de Van Miereveltlaan. Buslijn 63 van EBS rijdt ook het hele jaar door naar Delftse Hout.

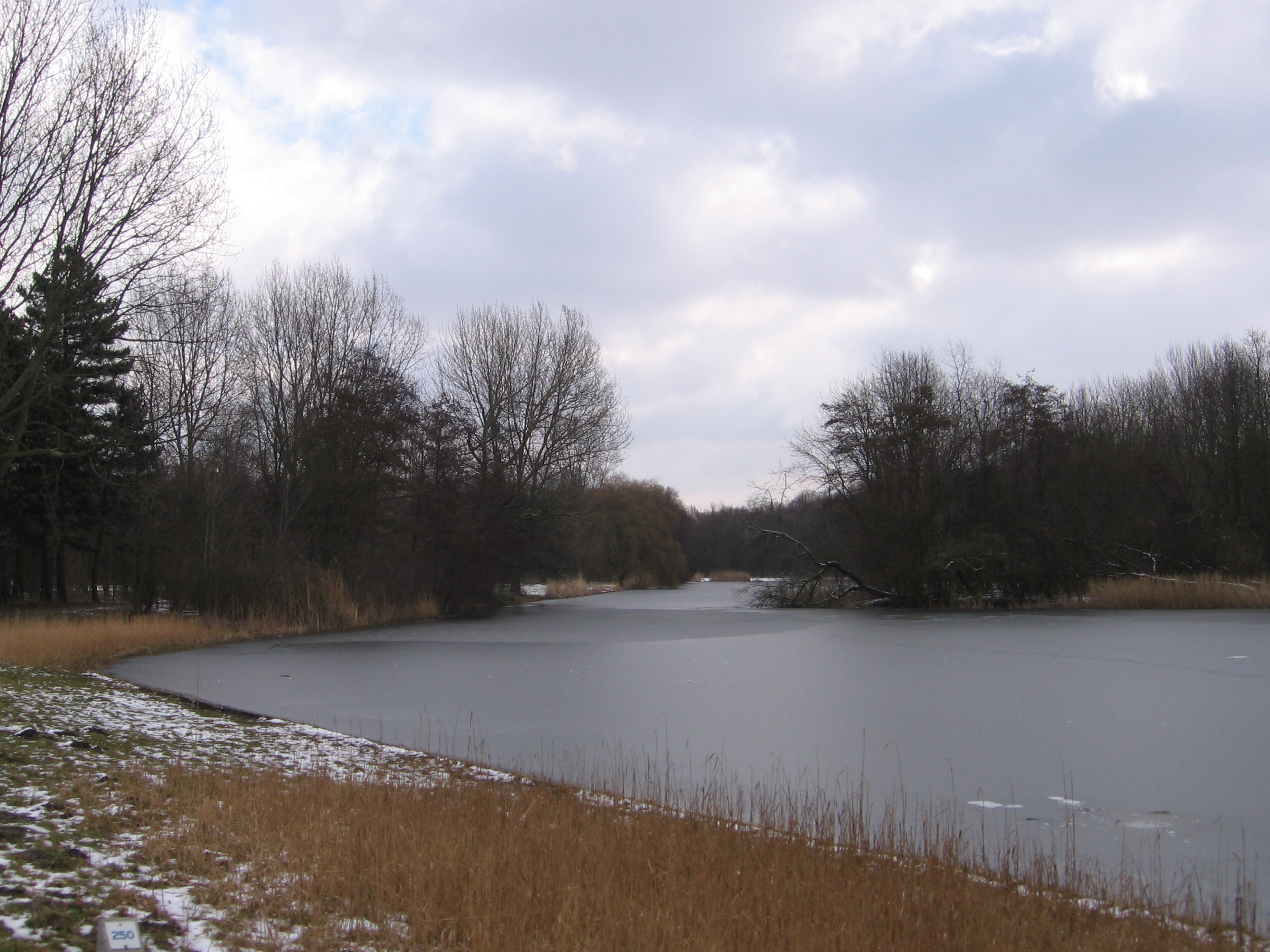
Delftse Hout in de winter
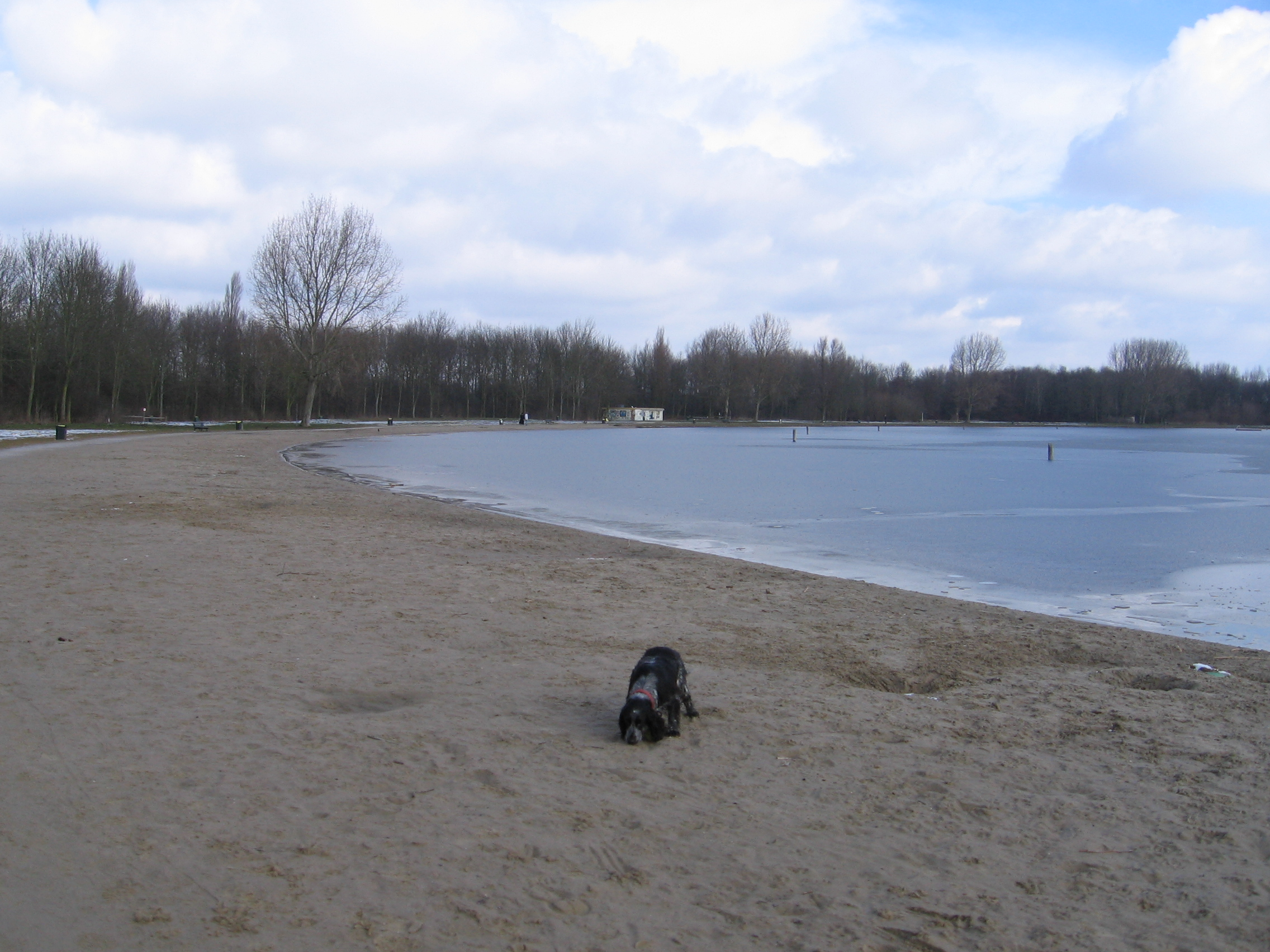
De Grote Plas en strandje
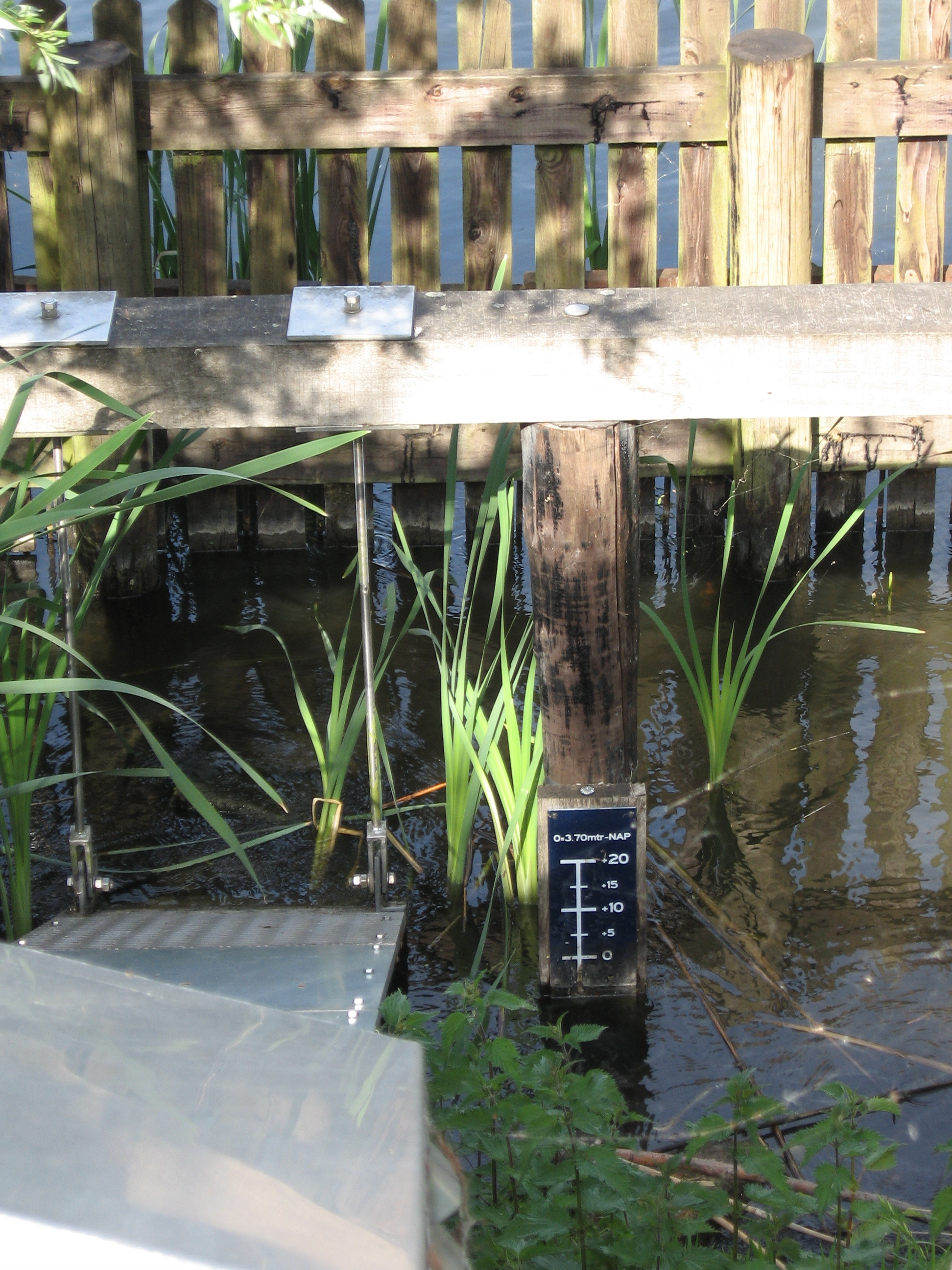
3,60 m onder NAP
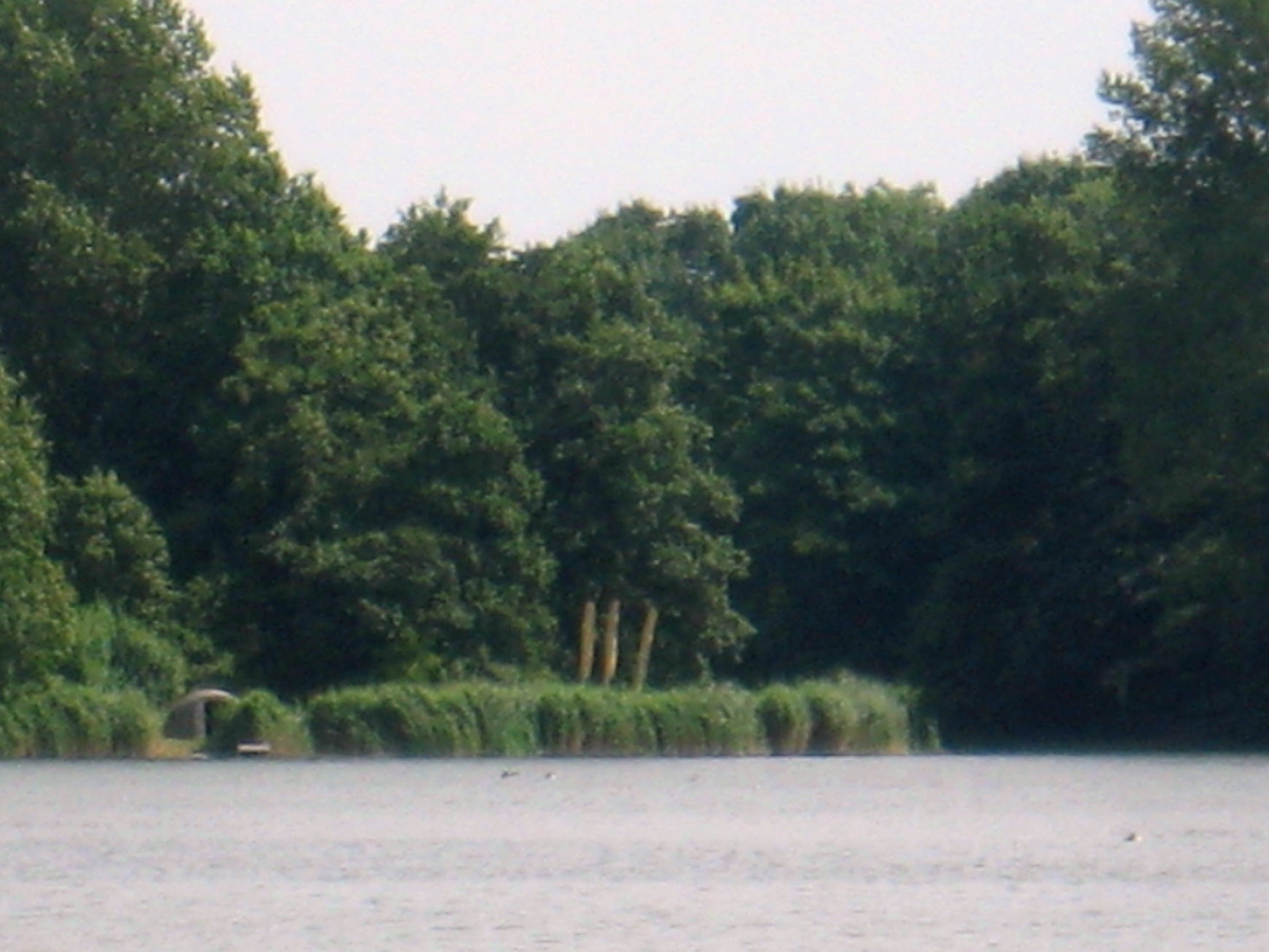
Kunst in Delftse Hout
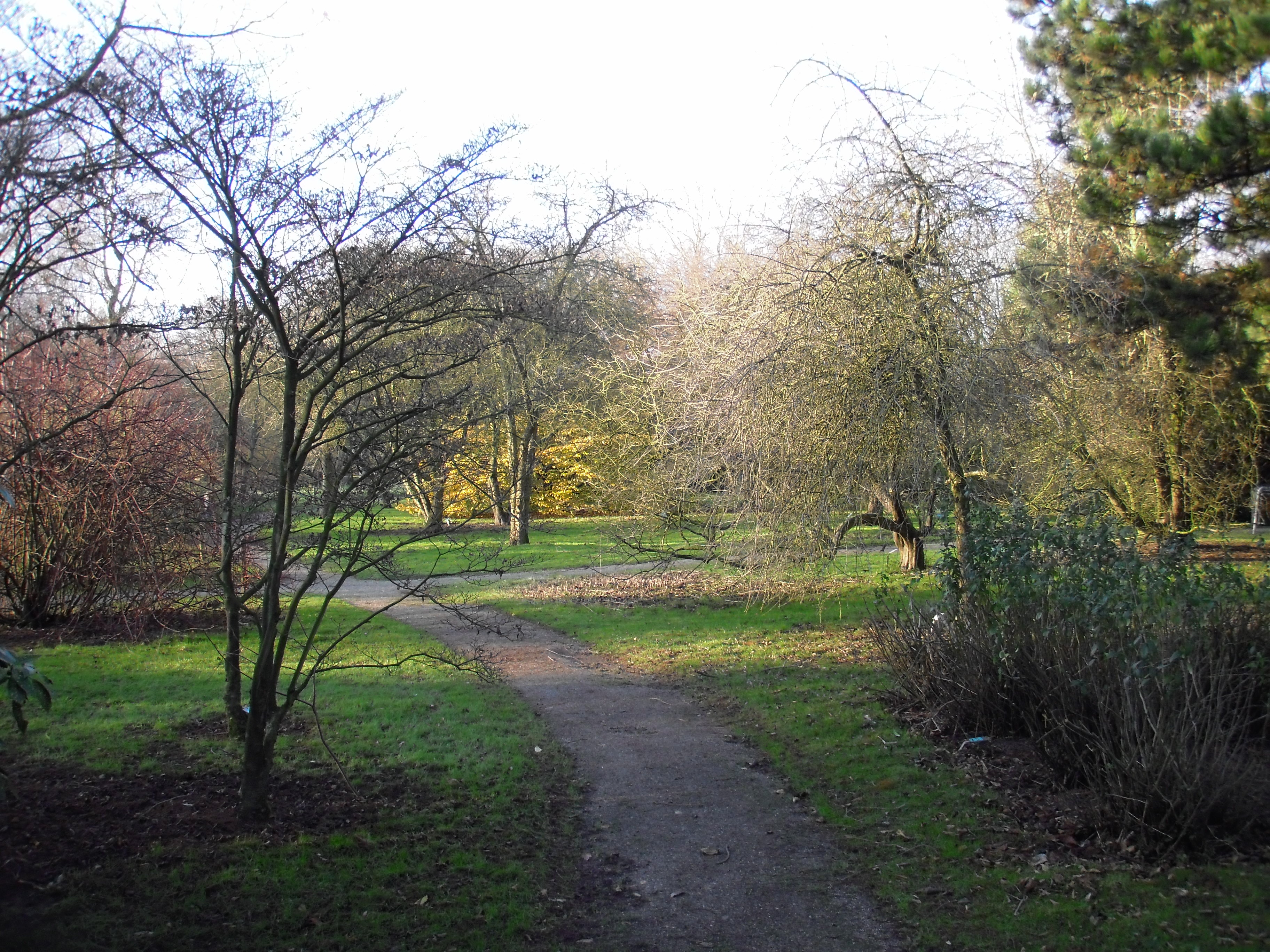
Arboretum

- Library of Congress Control Number: sh93002798
- Nationale Bibliotheek van Israël: 987007556236105171
- Virtual International Authority File: 315146989

Stad: Delft     Buurtschappen: Abtswoude · Klein-Delfgauw

Wijken en Buurten: Buitenhof · Centrum · Delftse Hout · Hof van Delft · Ruiven · Schieweg · Tanthof · Voordijkshoorn · Voorhof · Vrijenban · Wippolder

Bedrijventerreinen: Delftechpark · Technopolis

Zuid-Holland: Steden en dorpen    Nederland: Provincies · Gemeenten